# Biserica de lemn din Luieriu

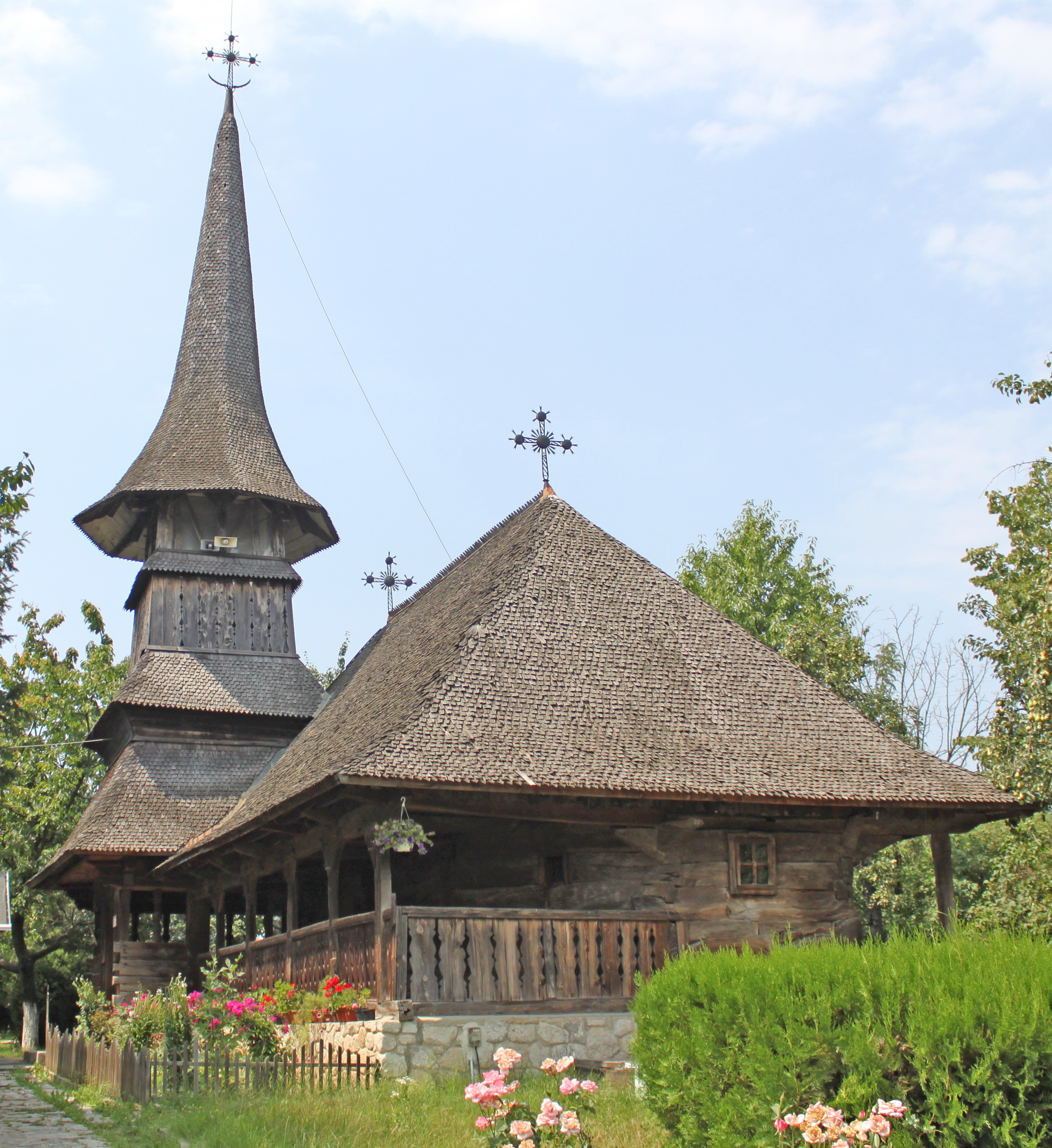
Biserica de lemn Luieriu, judeţul Mureş mutată lângă oraşul Urlaţi, judeţul Prahova. Foto: august 2010

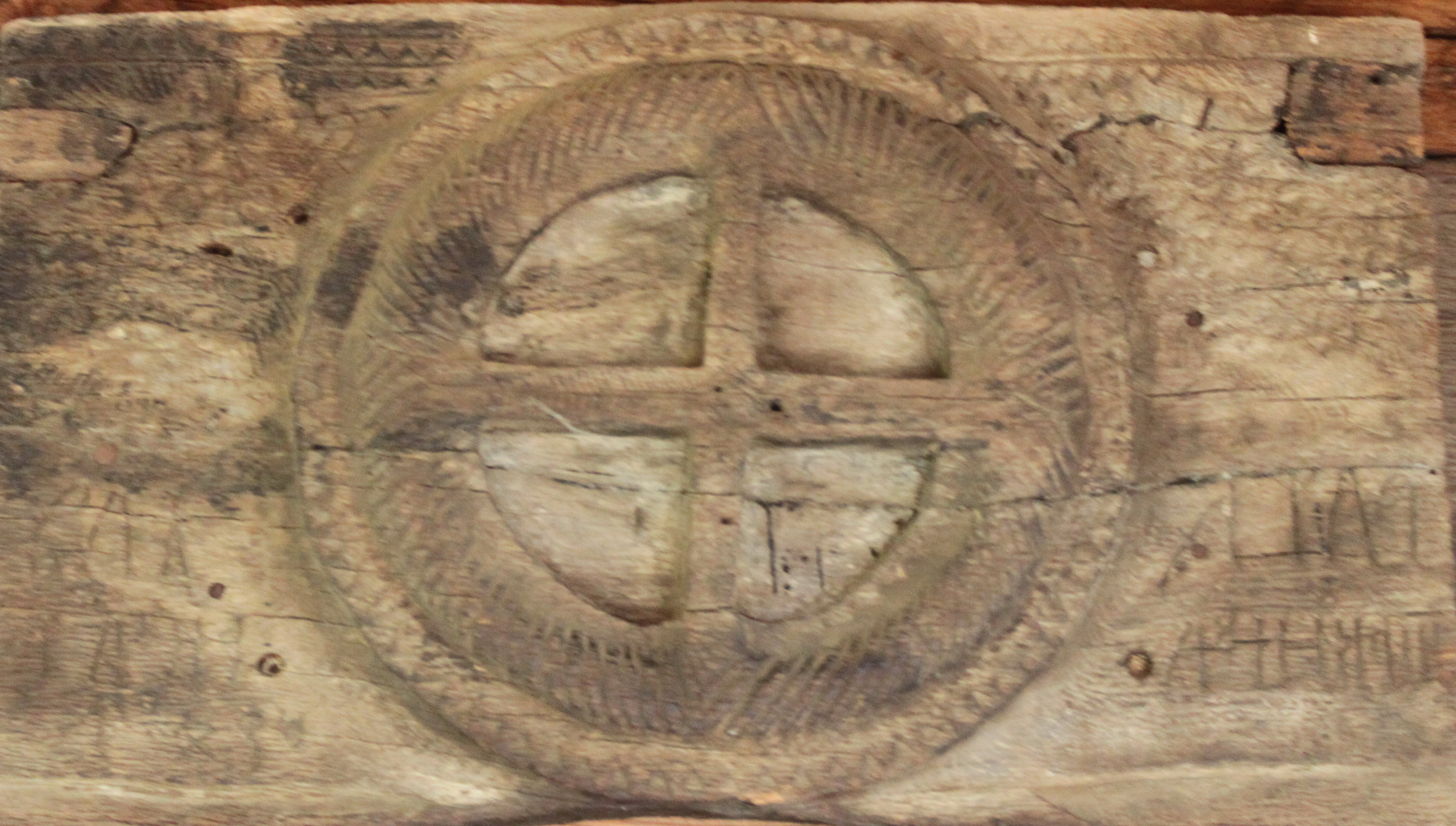
Biserica de lemn Luieriu - detaliu portal. Foto: august 2010

Biserica de lemn Luieriu, din comuna Suseni, județul Mureș, construită în anul 1731 este una din bisericile călătoare ale Transilvaniei. Mutată de regina Maria în anul 1939 la castelul Bran, biserica în scurt timp "călătorește" din nou ajungând peste munți, prin grija patriarhului Iustinian, tocmai la schitul Jercălăi de lângă Urlați, județul Prahova. În prezent biserica de lemn și-a păstrat atât vechiul hram, Sfinții Arhangheli Mihail și Gavriil dar și cel nou, primit în urma mutării la castelul Bran, Sfânta Maria. Se află înregistrată pe lista monumentelor istorice sub codul:  PH-II-m-A-16521.

## Istoric și trăsături
Construită de iobagii din Luieriu - așa era menționat în fișa monumentului întocmită cu ocazia mutării bisericii la castelul Bran - în "văleat 1731 în luna mai 17" a slujit comunitații din Luieriu până când, în urma construirii unei noi biserici de zid, a fost strămutată, în anul 1939 la castelul Bran.
După anul 1947, ajungând să fie nefolosită și neîngrijită, biserica se deteriorează iar prin grija patriarului Iustinian este din nou strămutată la schitul Cricov-Jercălăi de lângă orașul Urlați, a cărei biserică se ruinase. Aici, așezată în noua locație a fost resfințită de patriarhul Teoctist în anul 1956.
Sub aspect constructiv, biserica a cunoscut mai multe etape în evoluția sa. Inițial, biserica avea o formă simplă, fără pridvor și turn clopotniță. Planul ei este determinat de forma dreptunghiulară a spațiului interior precum și de absida semicirculară nedecroșată. Se remarcă consolele, bogat împodobite prin crestături. Se presupune că inițial, naosul și pronaosul erau acoperite de o singură boltă comună, dar ulterior aceasta a fost redusă doar la suprafața naosului, pronaosului fiind tăvănit. Absida altarului este acoperită printr-o boltă semicilindrică. Într-o altă etapă, probabil în urma unor lucrări de renovare din secolul al XIX-lea a fost adăugată prispa, mai largă în dreptul întrării în biserică ce se face pe latura de sud, prin pridvor. Deasupra părții lărgite a prispei este amplasat turnul clopotniță, care prin forma lui aduce aminte de biserica de lemn din Săcalu de Pădure, localitate învecinată cu localitatea de origine a bisericii.
Decorul pictat al bisericii, așa cum poate fi văzut în zilele noastre este rezultatul muncii a mai multor zugravi. Pictată inițial în secolul al XVIII-lea, biserica a primit un nou veșmânt pictat pe la anul 1838. Pisania care amintește acest moment este următoarea: "Zugrăvitu-s-a această sfăntă biserică în zilele prea înălțatului împărat Ferdinand și preasfințitului domn Vasile Moga și era protopop Zaharia Matei de la Nadășa și preot satului...prin îndemnul și toată sârguința a peacinstitului și de bun neam Stagilă Iacob din preună cu cinstitul și fericit neam Vlasa Ion, find birău domnesc 54 ani, din care dumnealui ficurator Stagilă Iacob au plătit la sf. biserică 100 și 14 zloți și au dat din săteni care cum s-au îndurat care cu toată inima au stat la lucru dumnealui Stagilă Iacob. Făt au fost Vlasa Andrei. Și s-a săvârșit în anul 1838 în luna iunie, 19 zile, Stențel Condrat zugrav."
Din programul iconografic utilizat se remarcă în pronaos scene precum: "Când au omorât pe Avel", Adam și Eva în jurul pomului oprit, mucenițe sau scena des întâlnită a fecioarelor nebune. În naos se disting scena Dreapta judecată, episoade din viața lui Isus Hristos, Jertfa lui Avraam, Învierea lui Lazăr, Tăierea capului Sfântului Ioan Botezătorului, Nașterea Precistei sau Buna Vestire. Această ultimă scenă se regăsește și în medalioanele ușilor împărătești alături de alte medalioane în care sunt reprezentați evangheliștii.

## Imagini

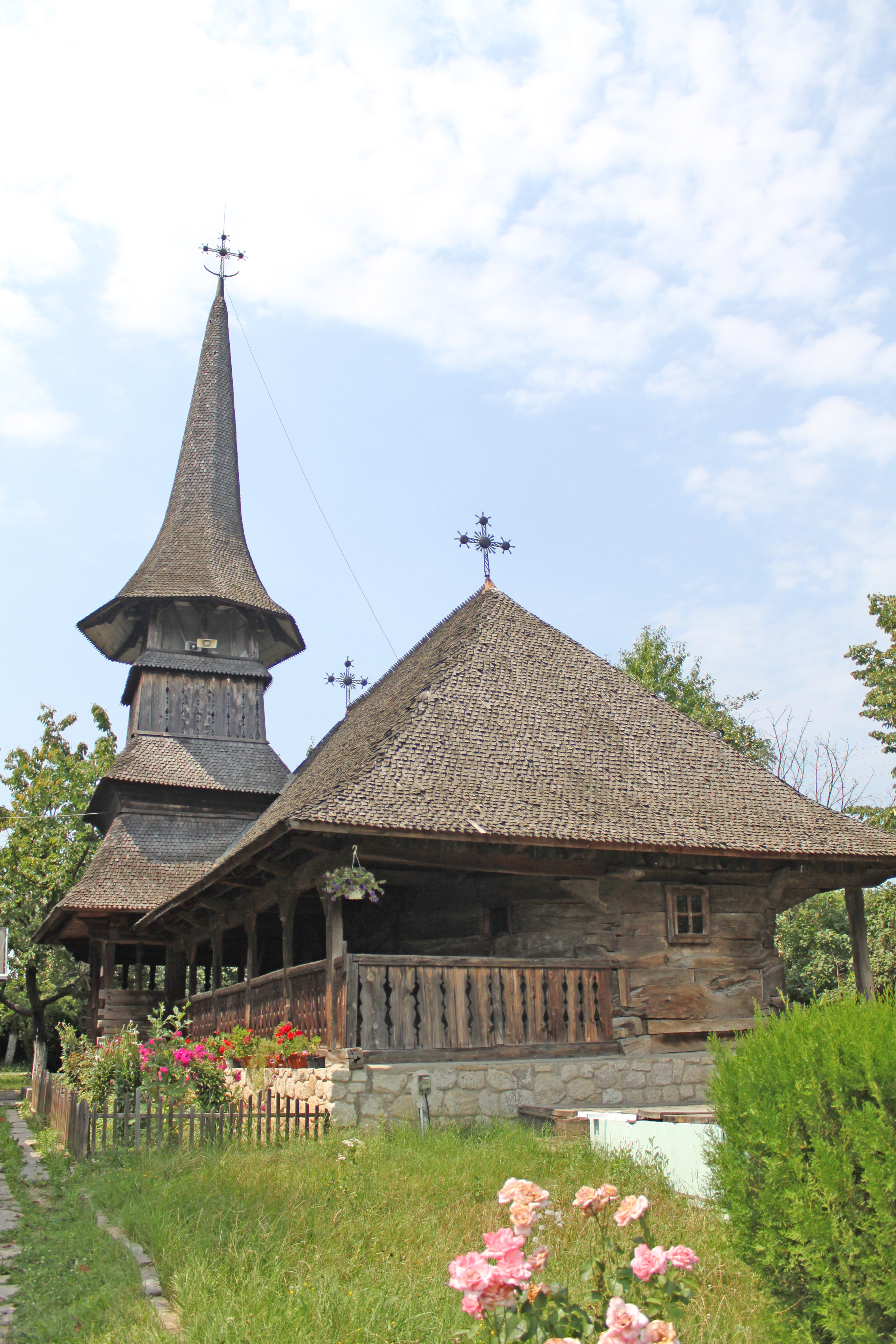
Vedere din sud-est
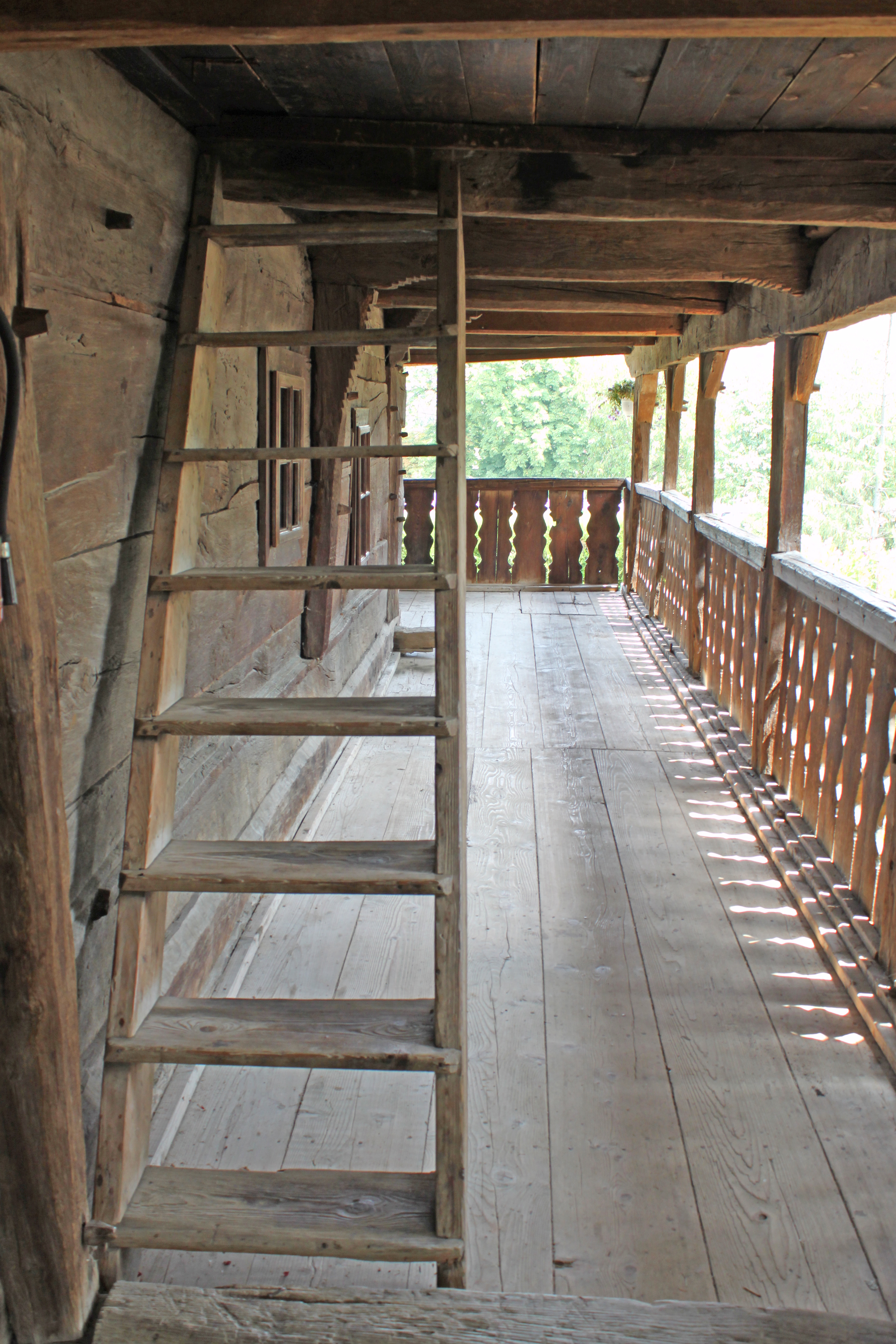
Pe prispa bisericii
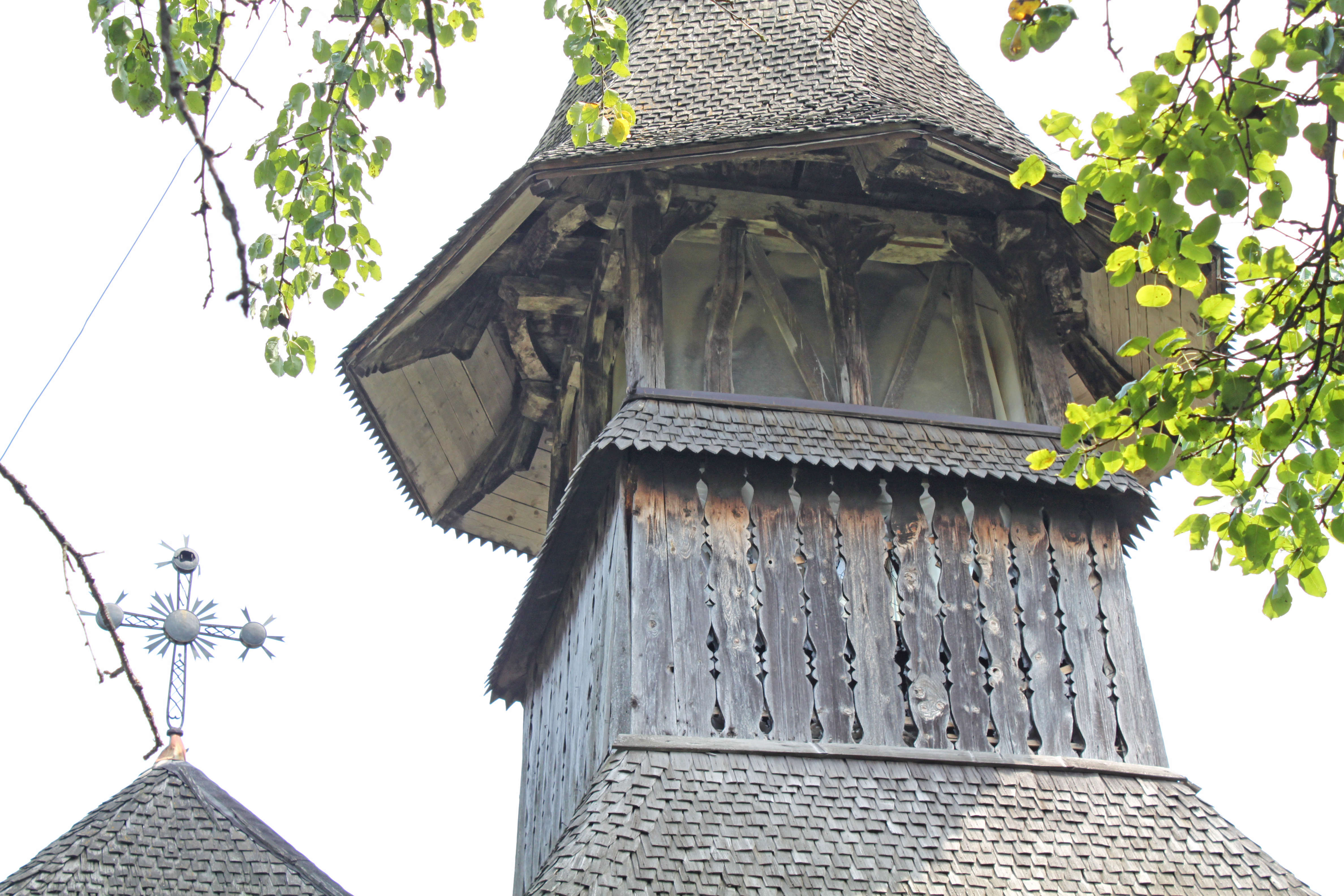
Galeria turnului clopotniţă
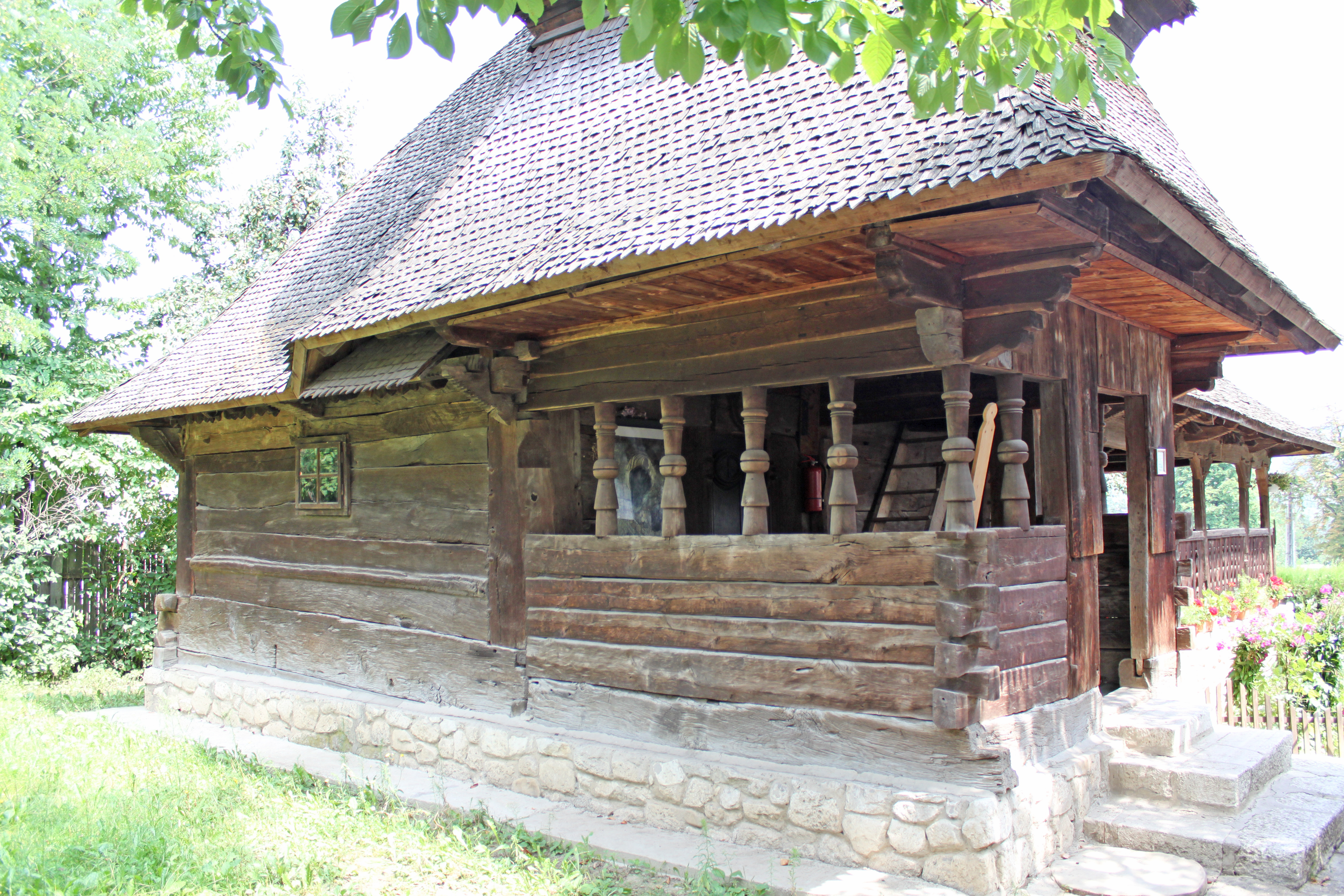
Latura de nord a bisericii
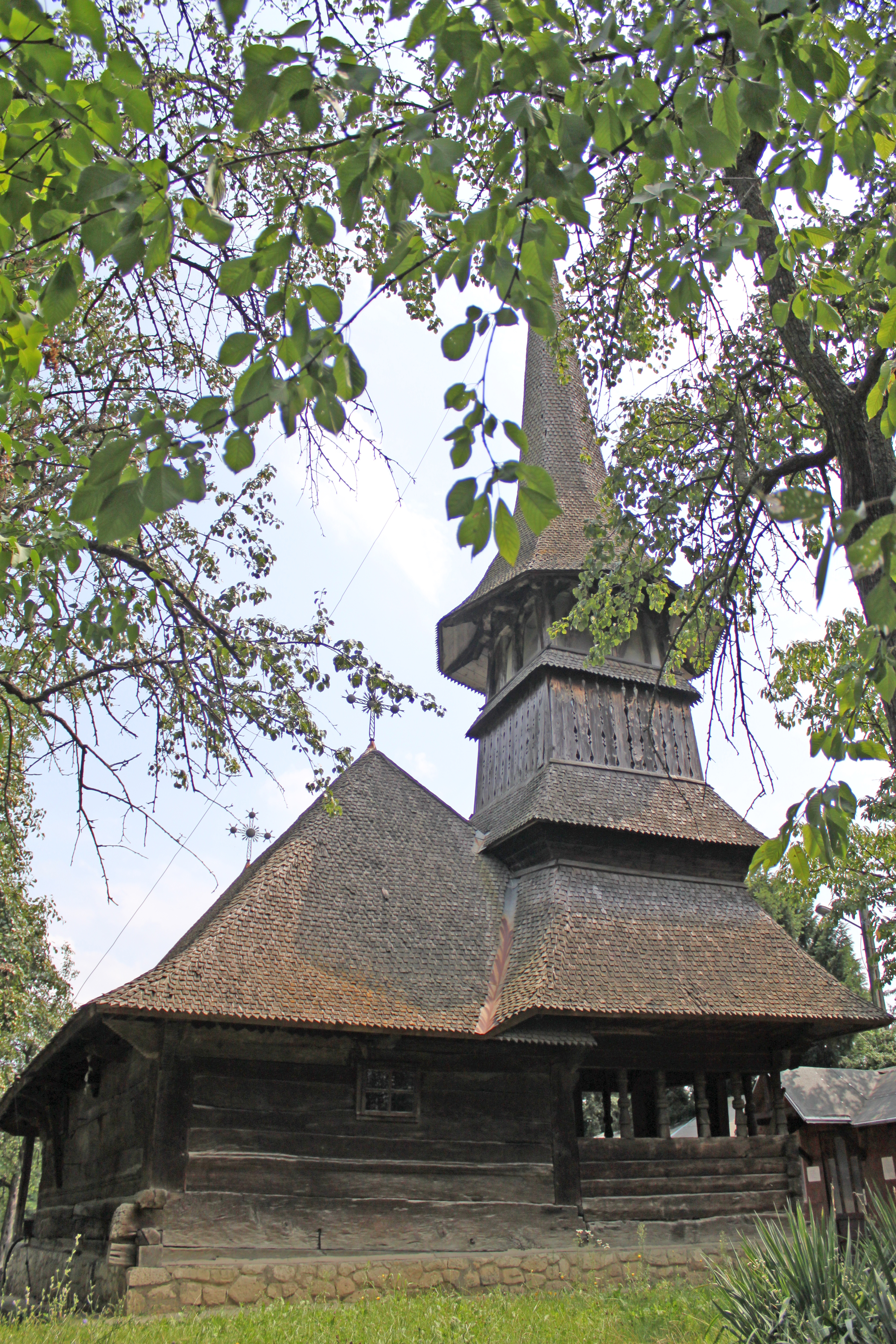
Vedere de ansamblu
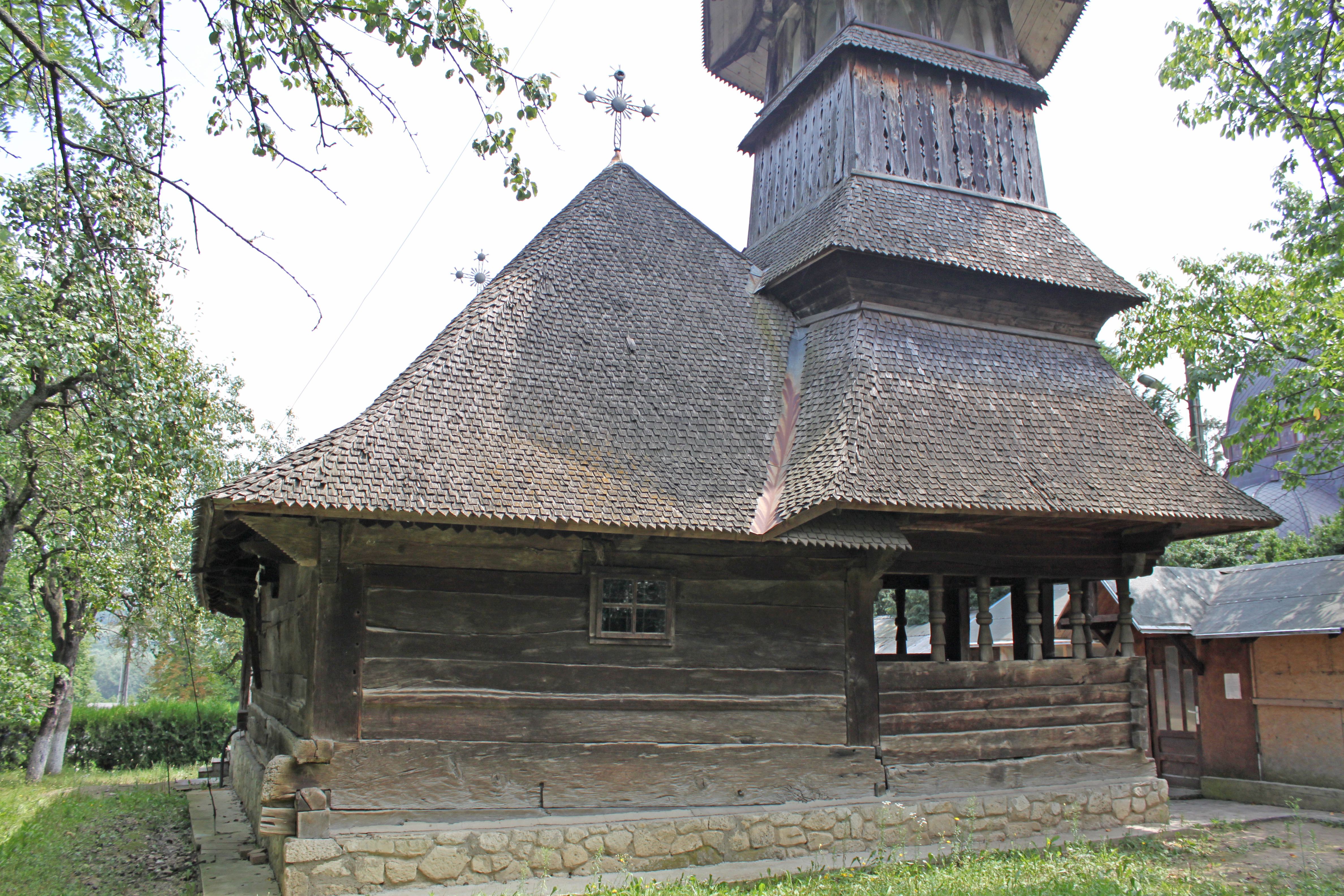
Vedere din nord
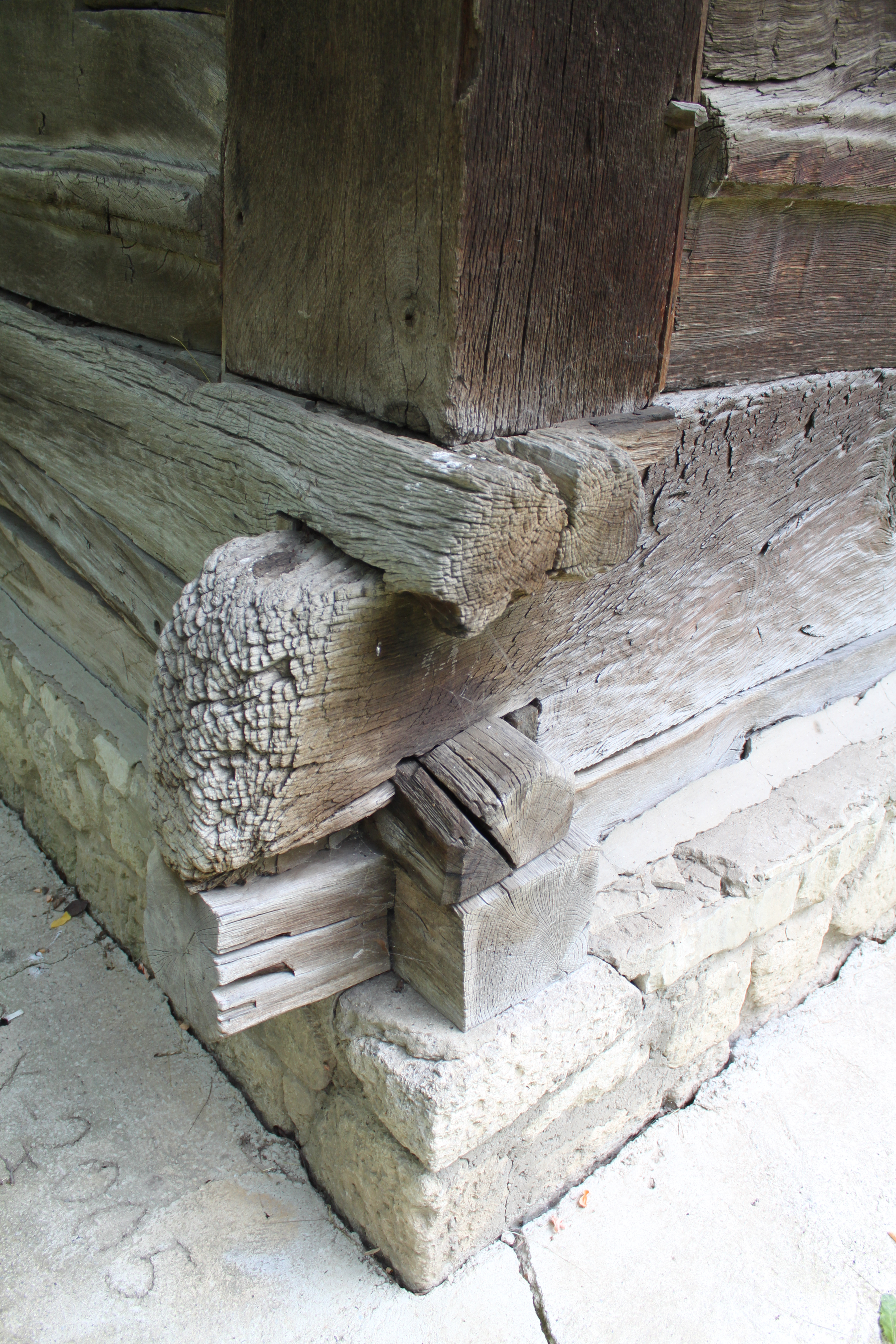
Îmbinare
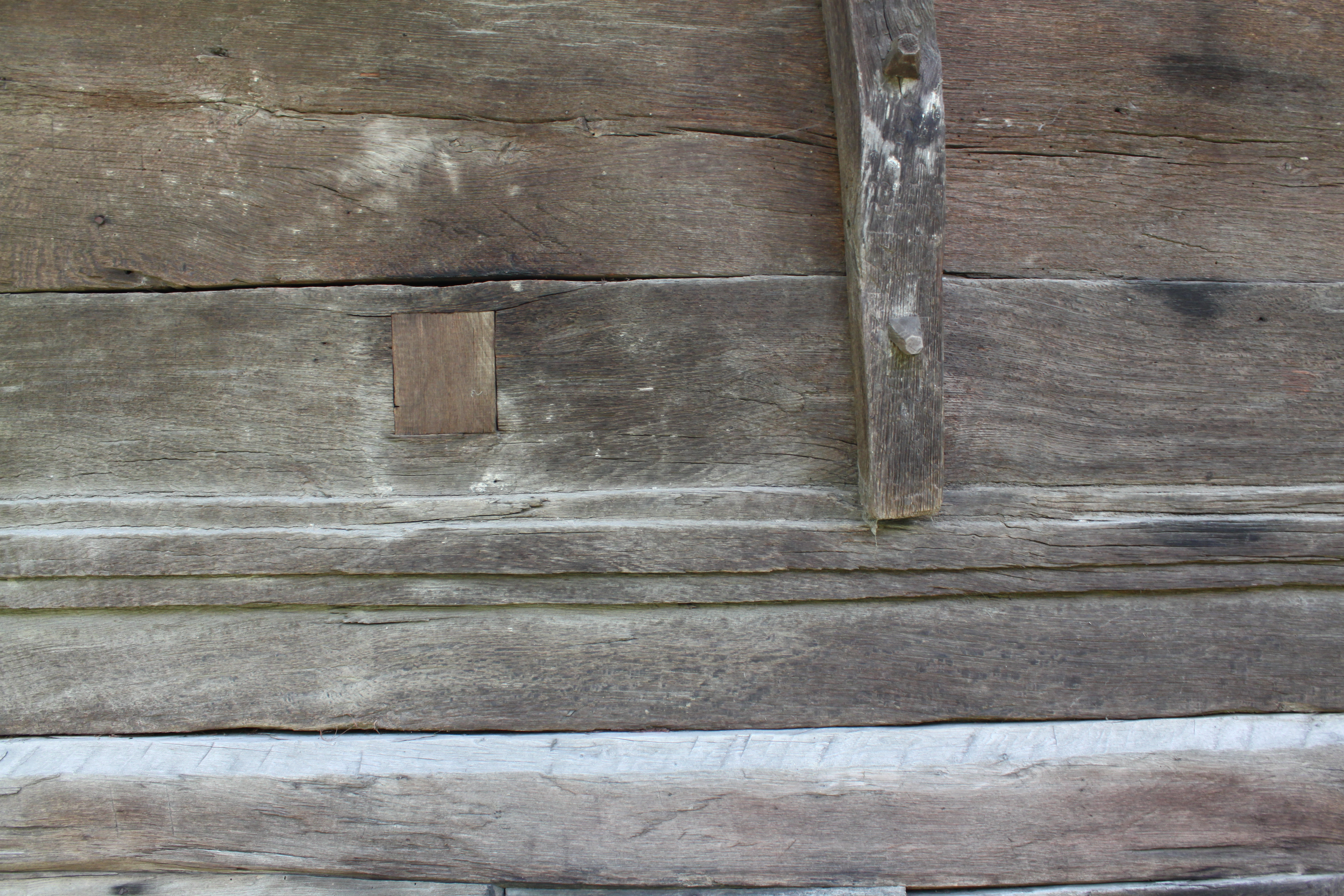
Detaliu, partea de nord a bisericii
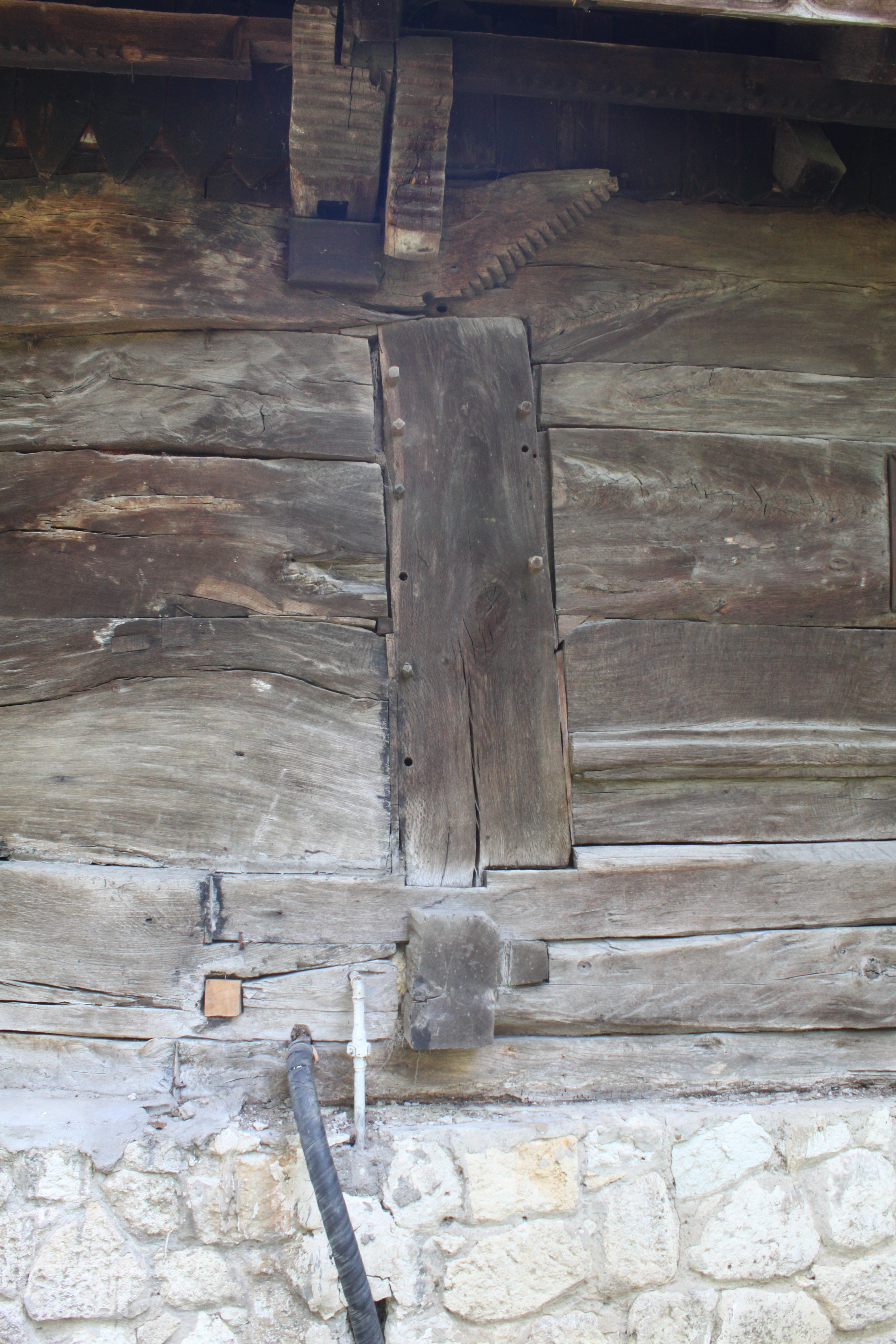
Îmbinare
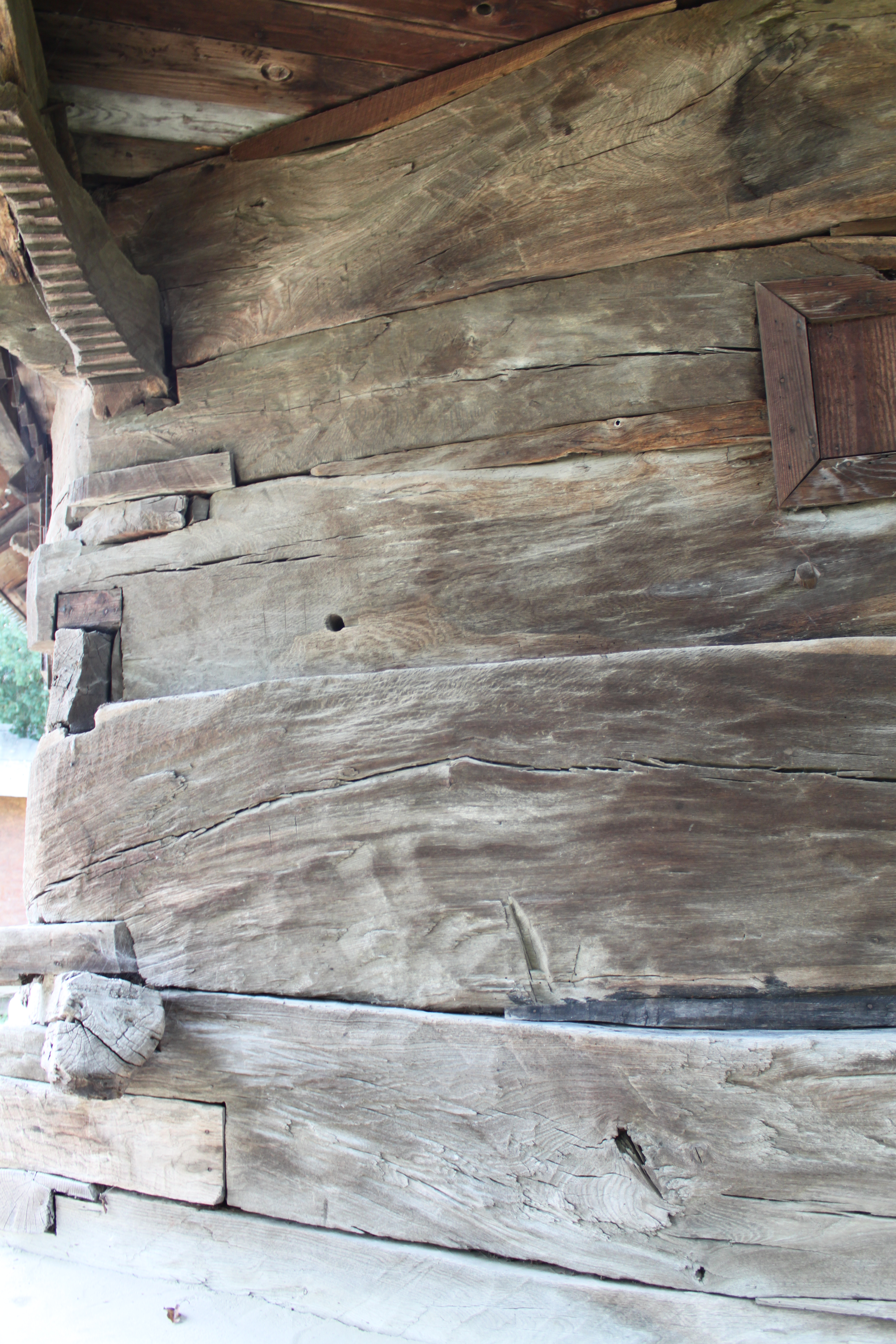
Vedere laterală a absidei altarului
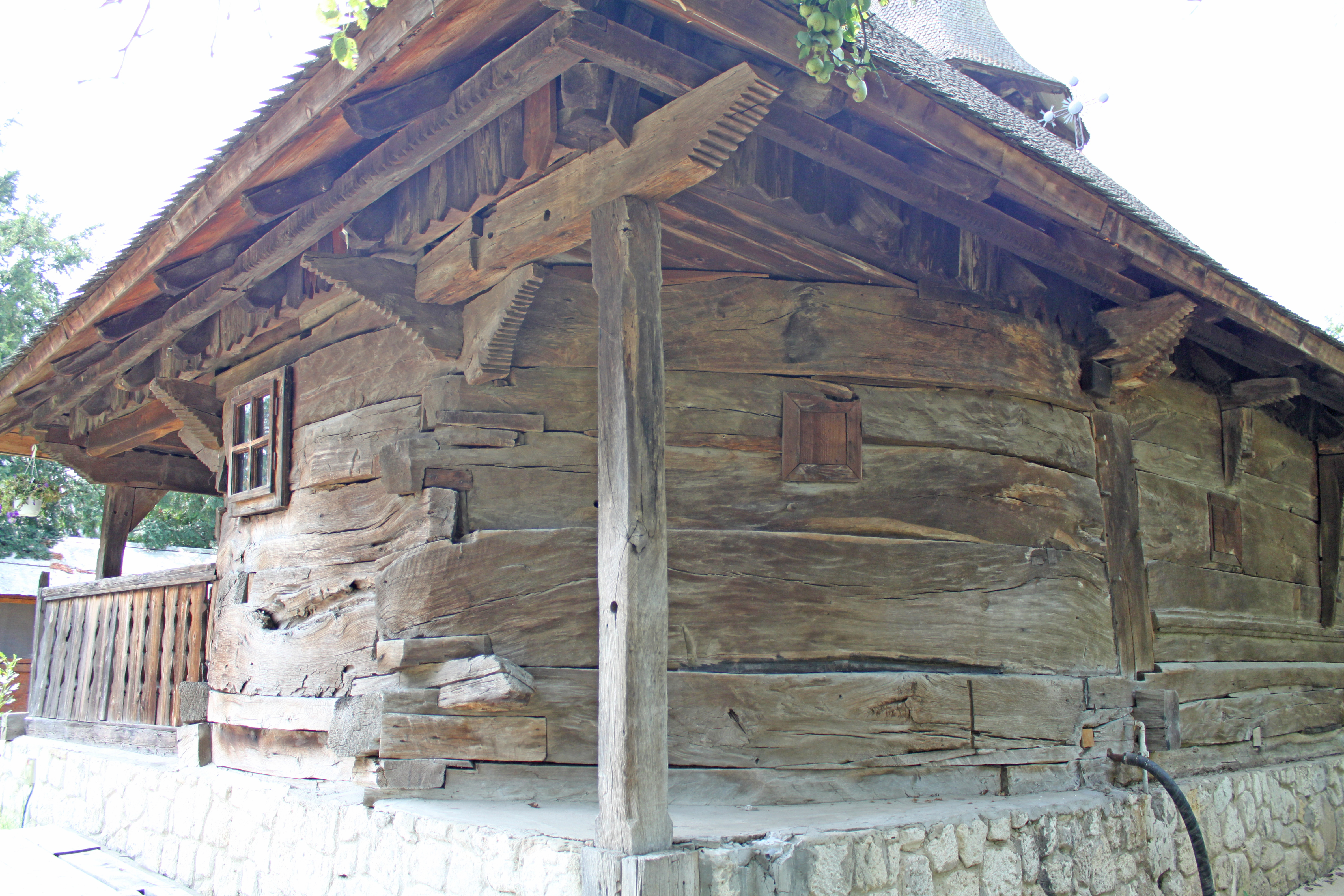
Vedere din nord-est spre absida altarului
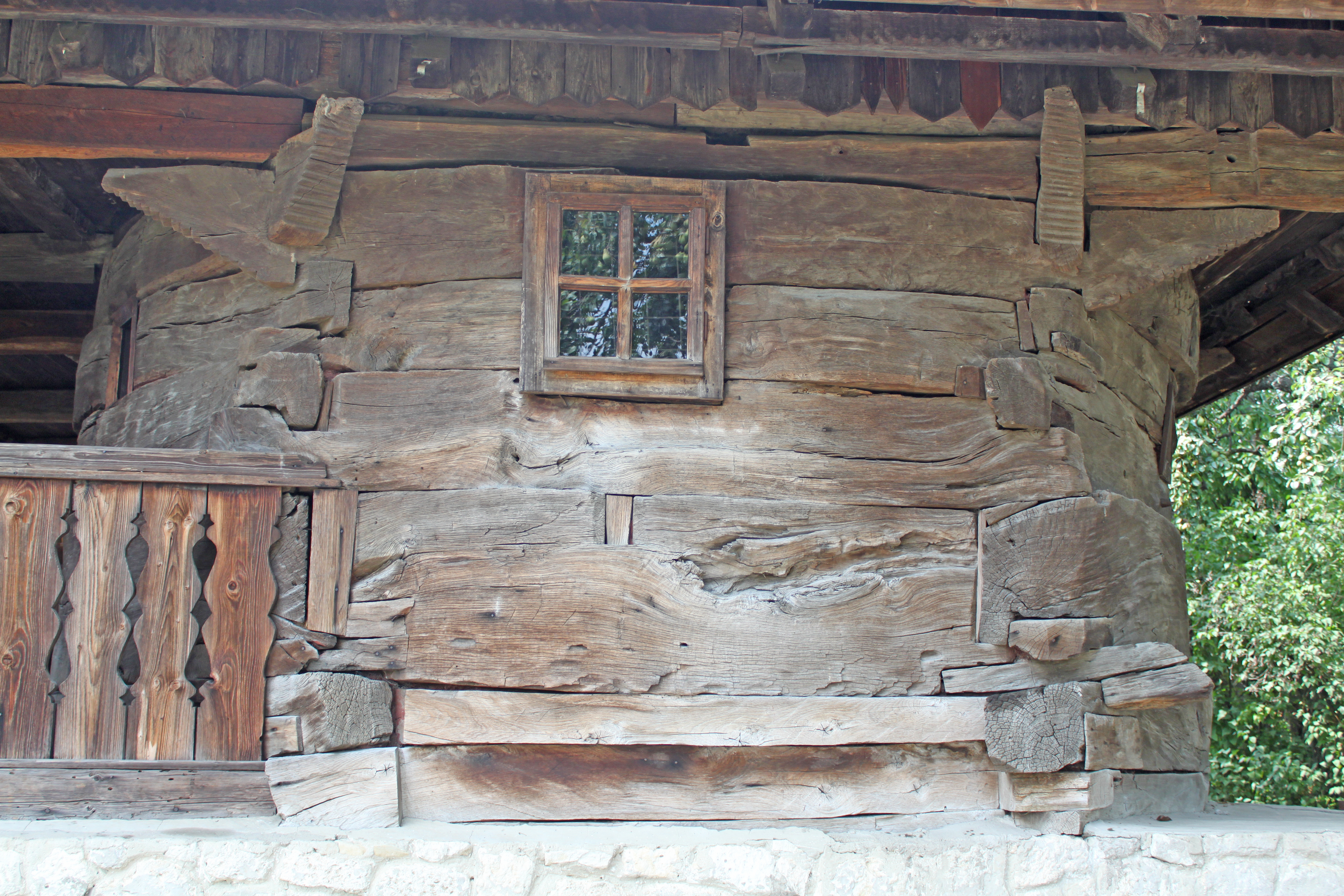
Absida altarului
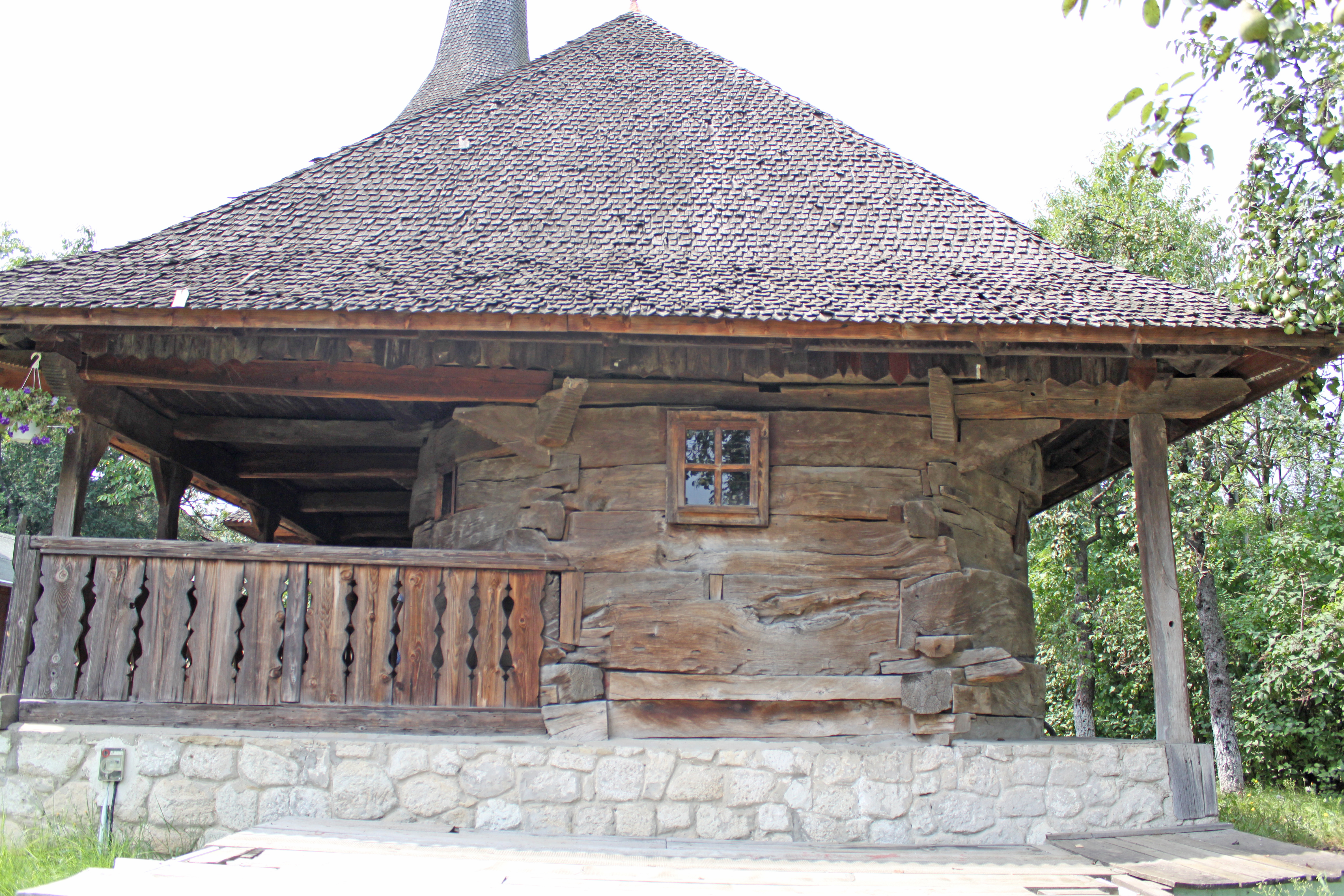
Latura de est a bisericii
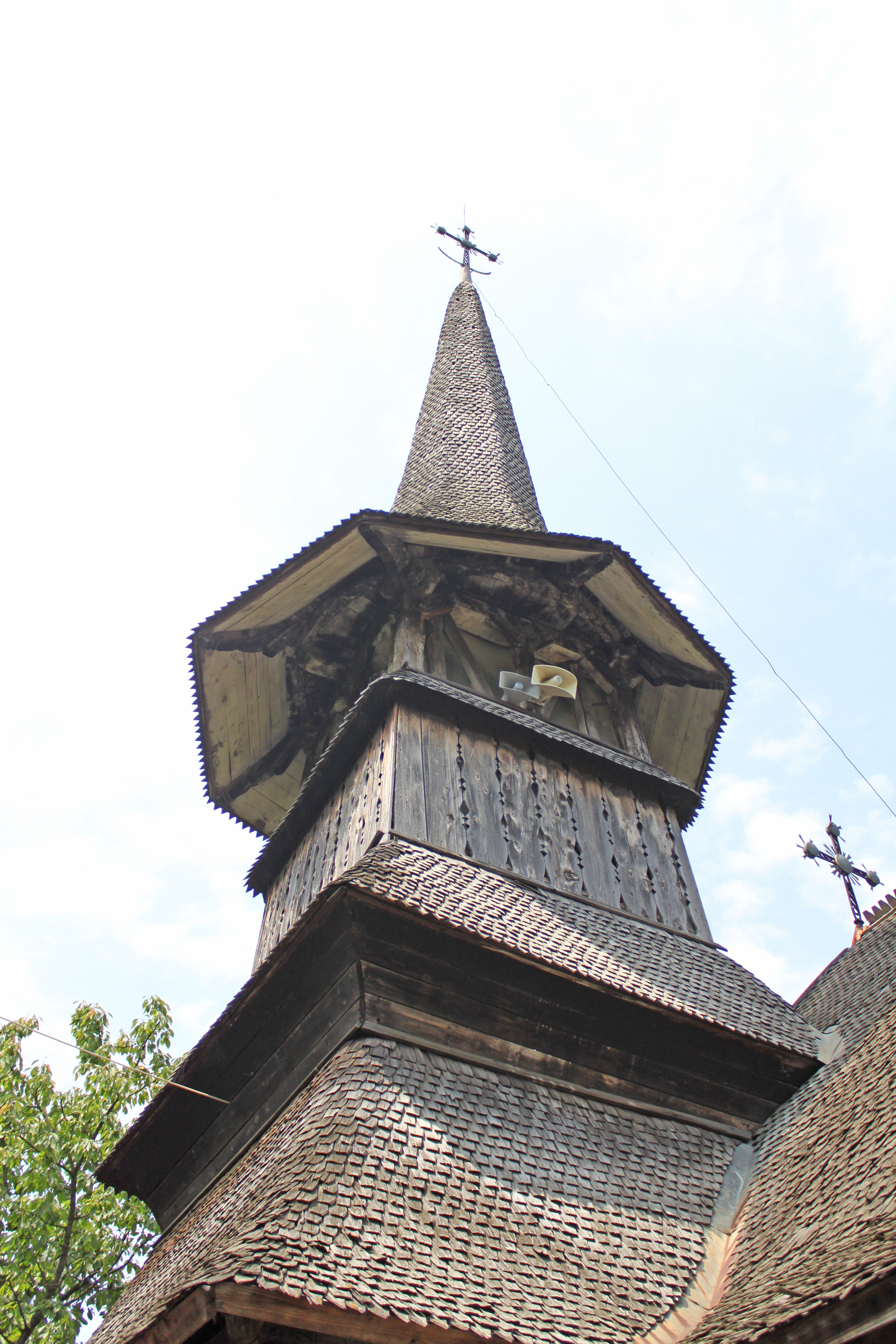
Turnul clopotniţă
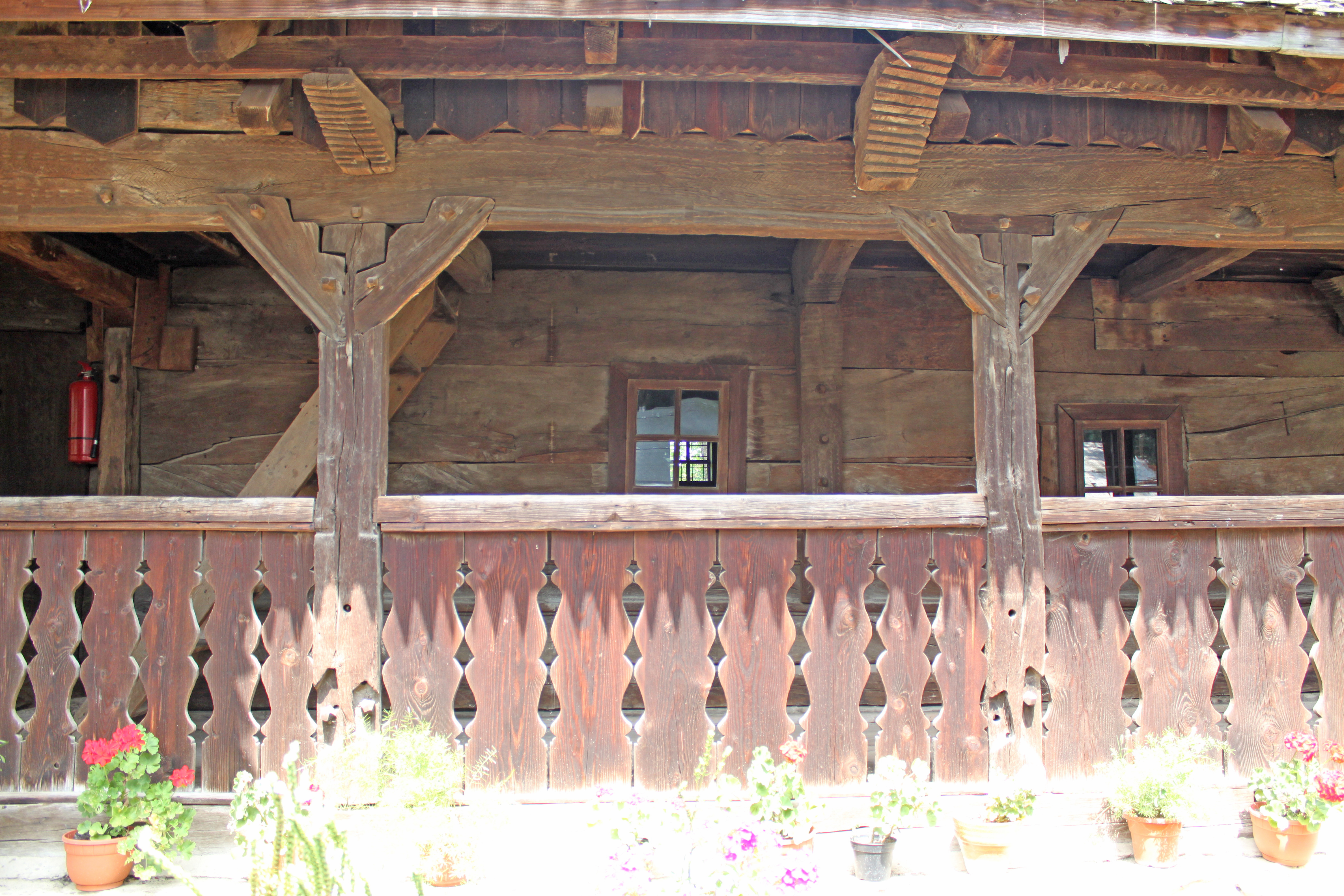
Stâlpii pridvorului
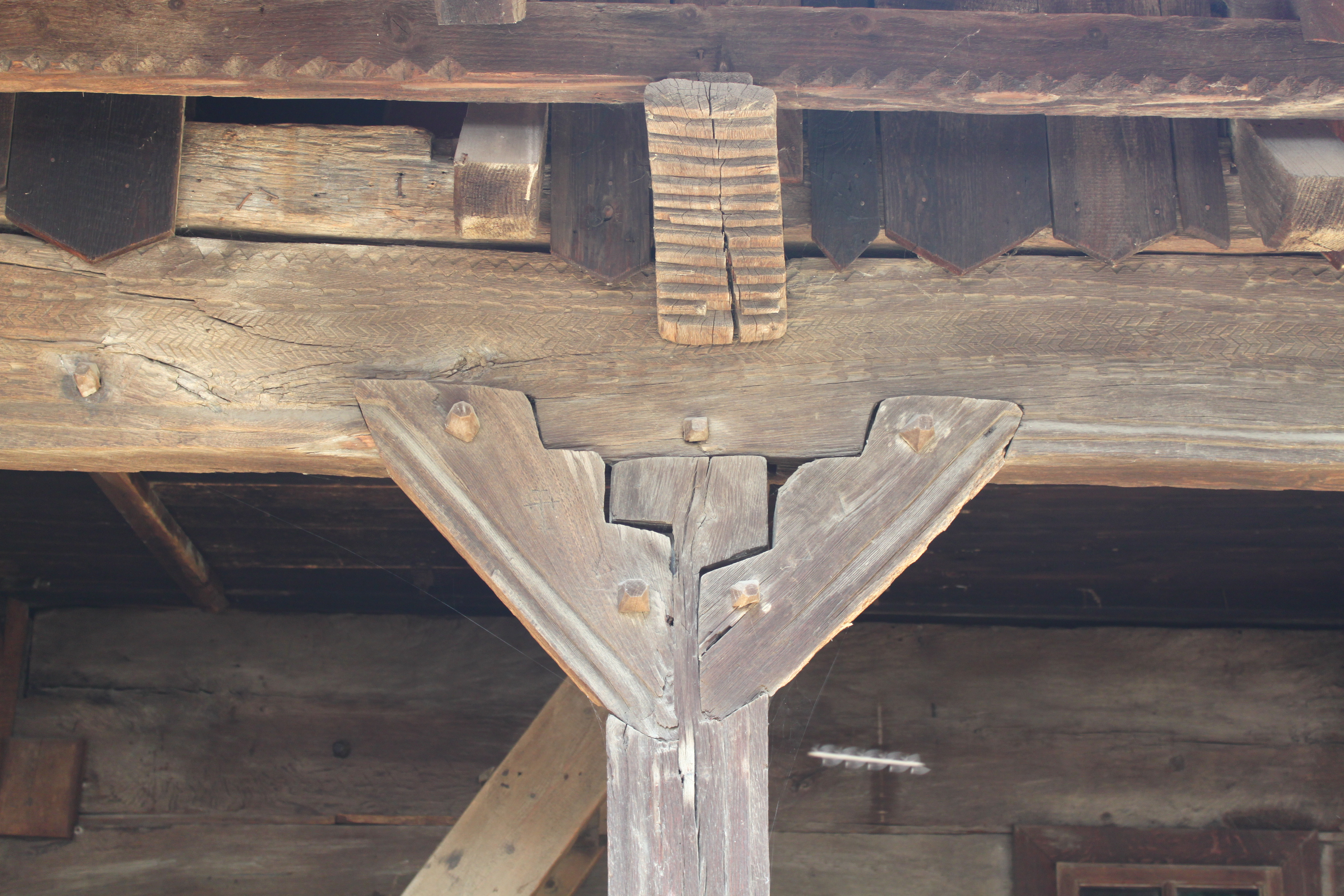
Detaliu pridvor
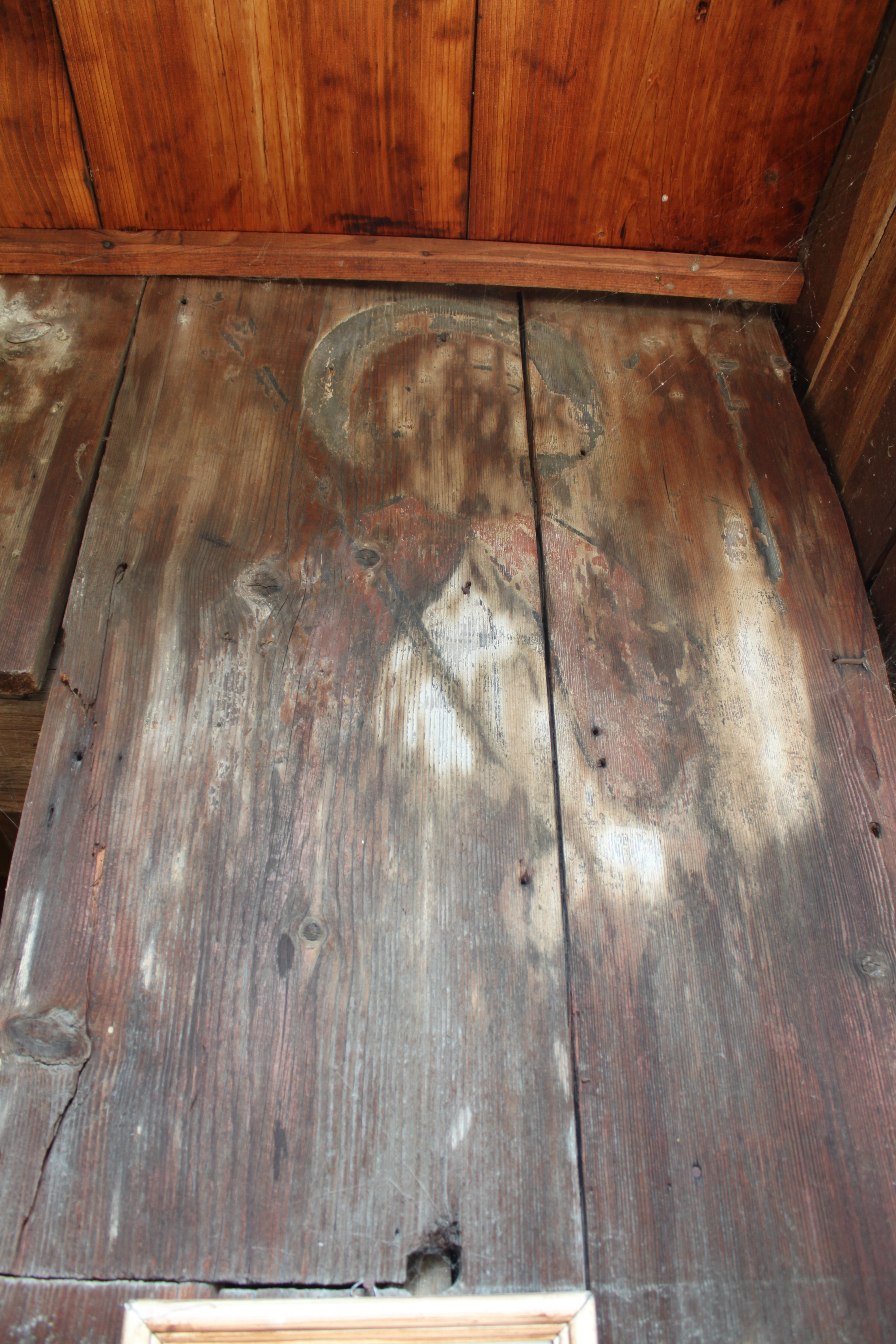
Pictură la intrarea pe prispa bisericii
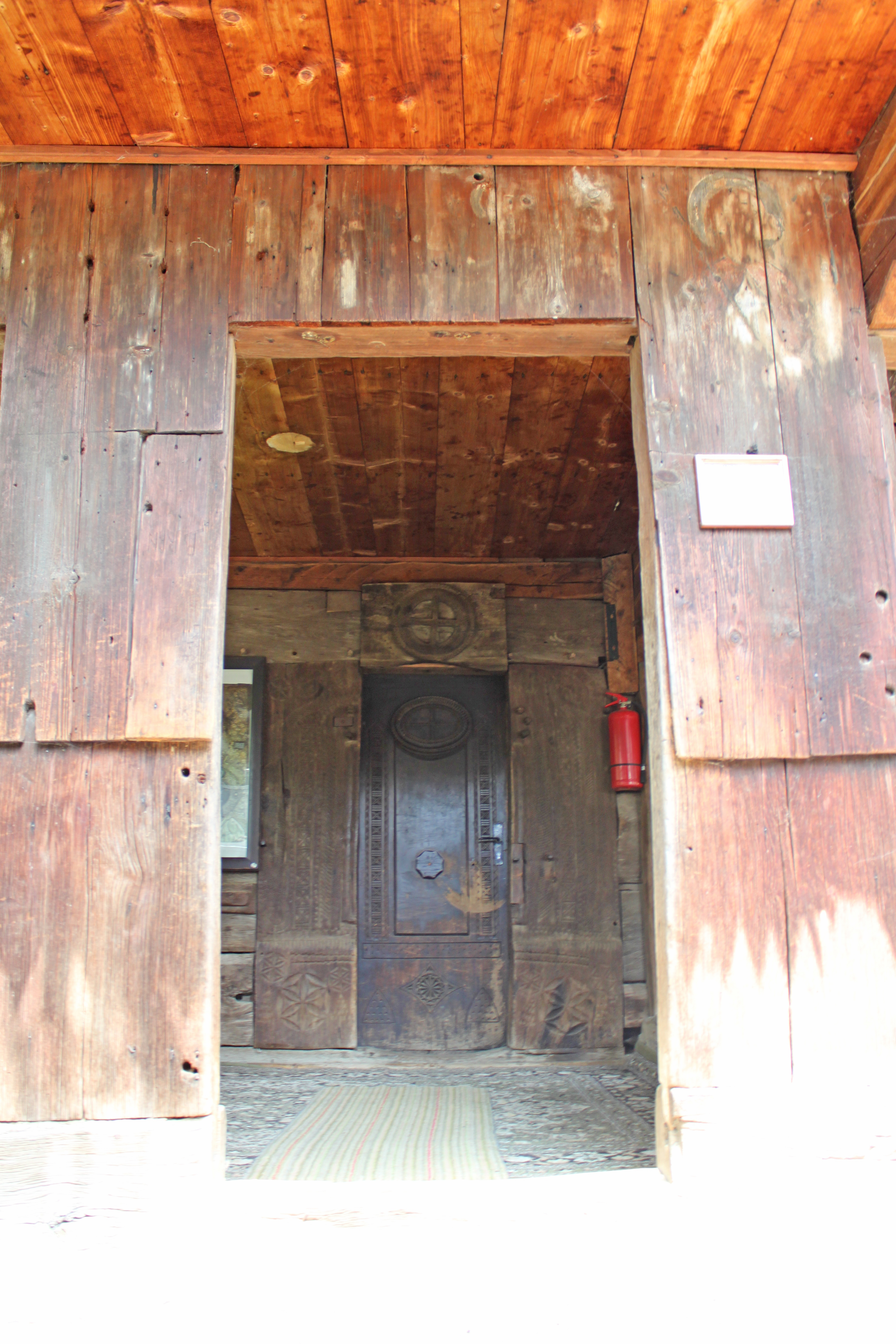
Intrarea pe prispa bisericii
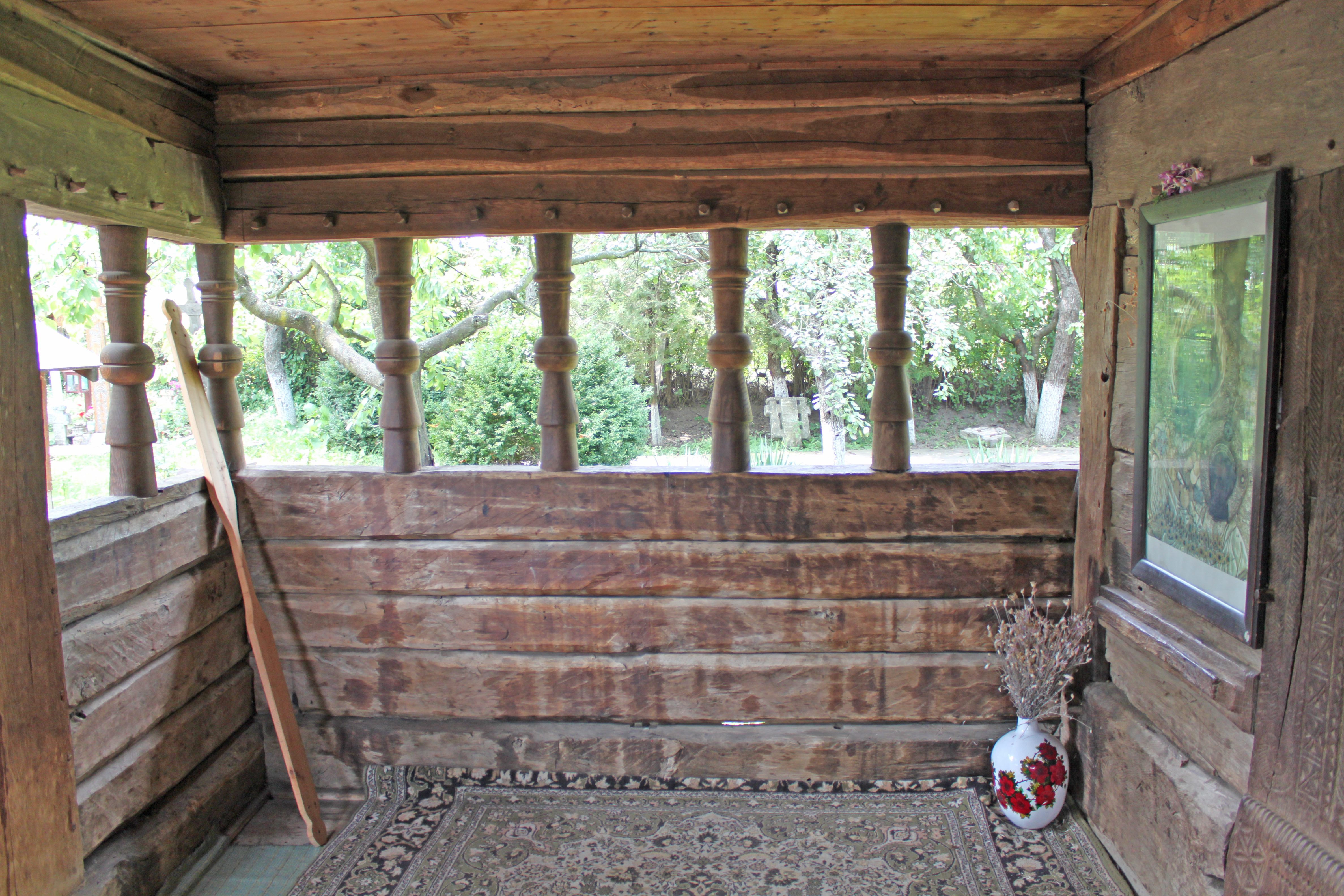
Pe prispa bisericii
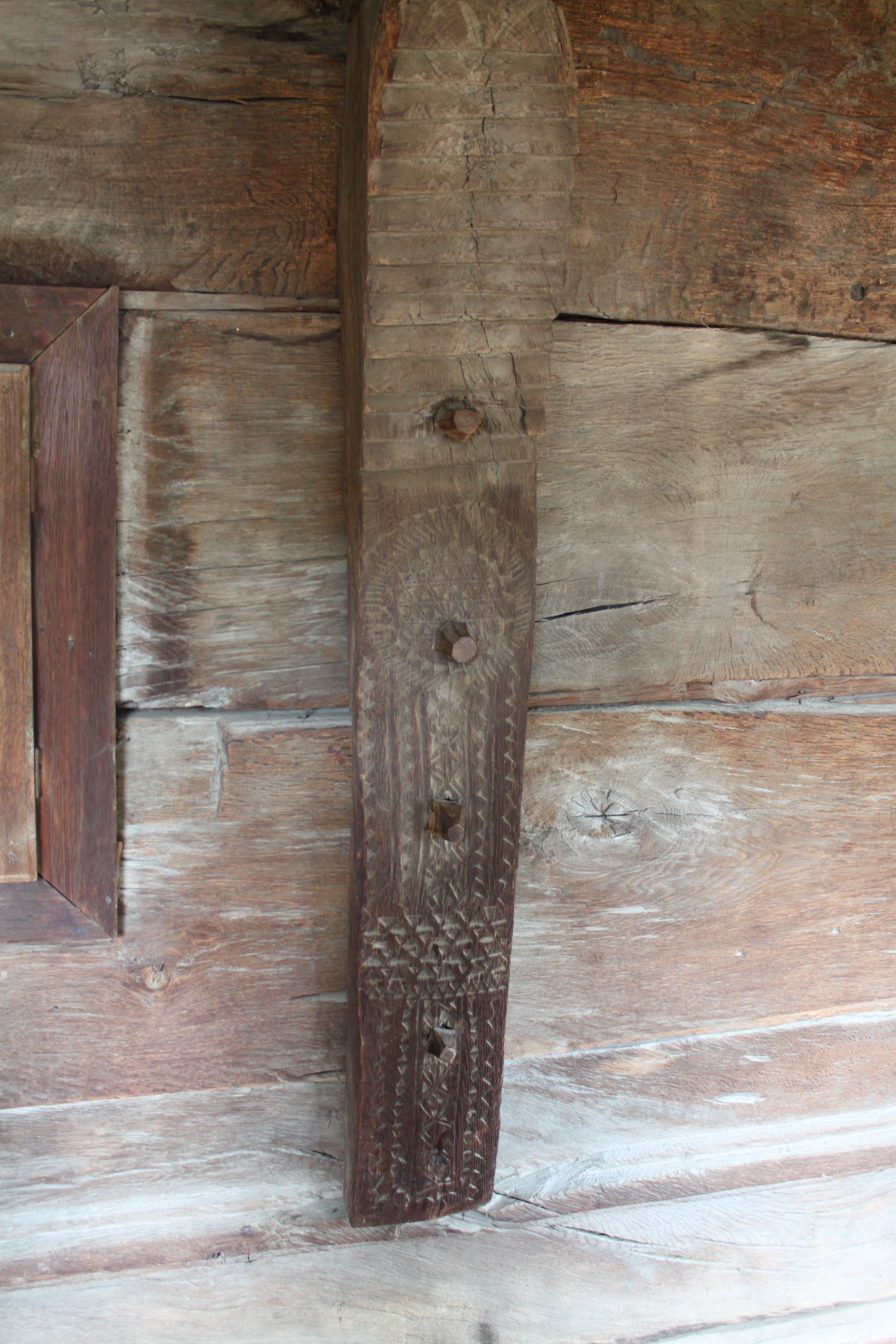
Consolă
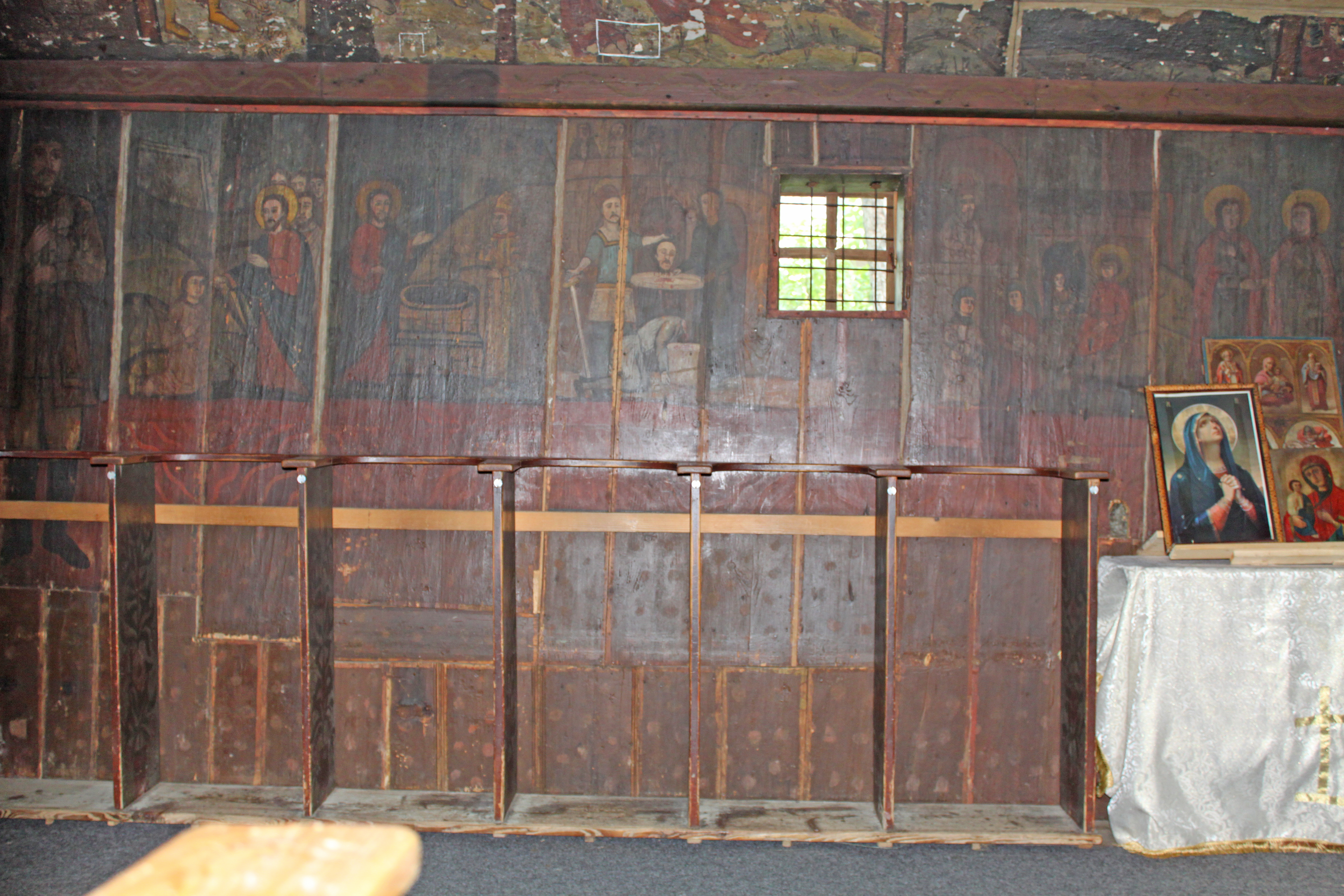
Fragment din pictura naosului
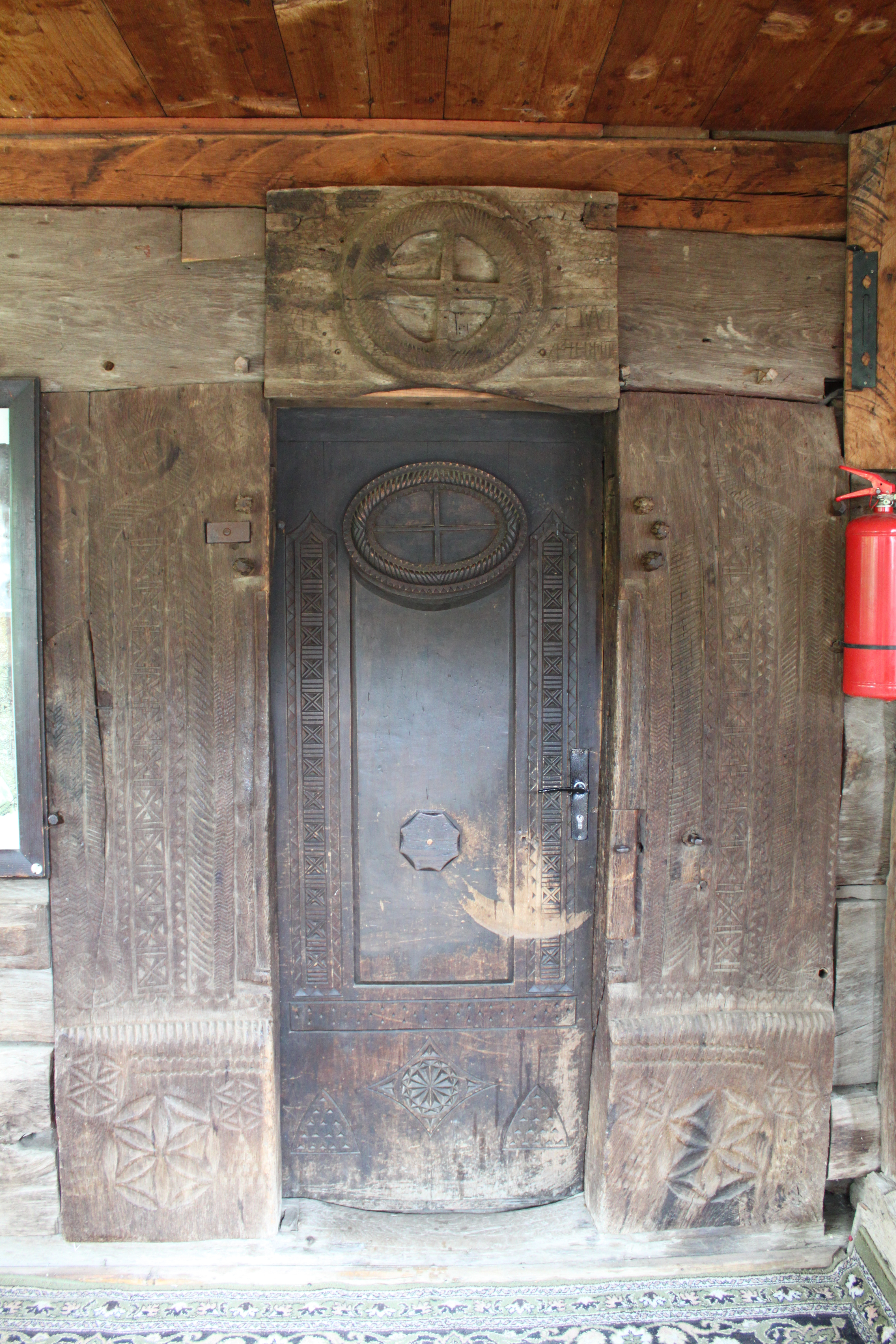
Portalul bisericii
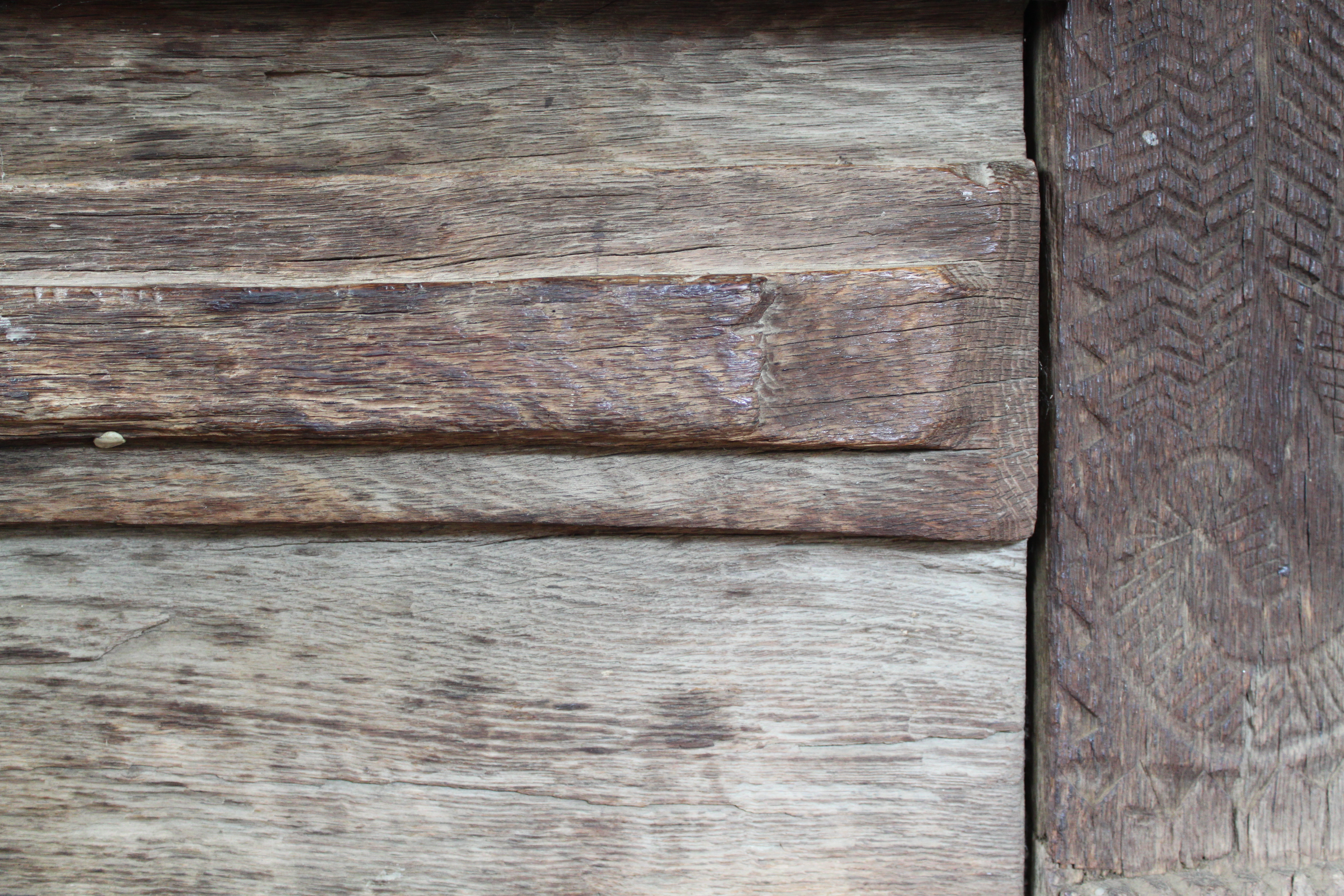
Capătul brâului ce înconjoară biserica
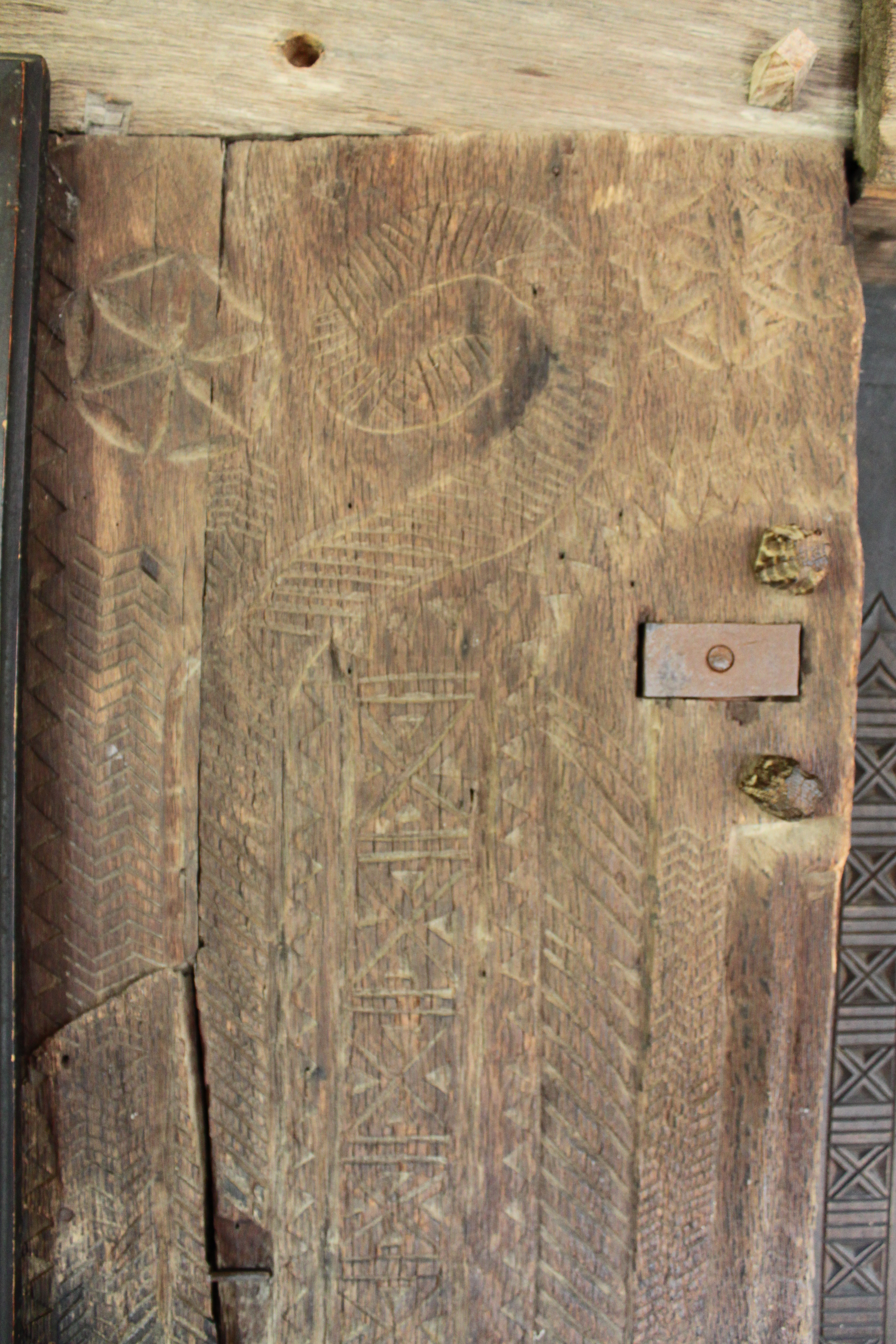
Detaliu portal